# Maurice Yaméogo
Maurice Nawalagmba Yaméogo (Koudougou, 13 dicembre 1921 – Ouagadougou, 15 settembre 1993) è stato un politico burkinabé.
È stato il primo presidente dell'Alto Volta, oggi Burkina Faso, in carica dall'agosto 1960 al gennaio 1966. Ha quindi guidato il Paese africano dall'indipendenza fino al colpo di Stato del 1966, guidato da Sangoulé Lamizana.